# Mourir d'aimer (téléfilm, 2009)
Pour les articles homonymes, voir Mourir d'aimer.
Pour plus de détails, voir Fiche technique et Distribution.
Mourir d'aimer est un téléfilm français réalisé par Josée Dayan, avec Muriel Robin, et diffusé sur France 2 en 2009. Ce téléfilm est inspiré de l'histoire vraie de Gabrielle Russier.

## Synopsis
Gabrielle Delorme, une professeure de 42 ans, divorcée, mère de deux enfants, tombe amoureuse d'un élève de lycée, Lucas Malzieu âgé de 15 ans et demi, qu'elle découvre lors d'une rentrée scolaire à Angoulême, en 1980. Ils engagent une relation qui sera découverte par la famille du jeune homme. Une procédure judiciaire va alors être enclenchée contre Gabrielle. Cette affaire, qui suscite un véritable scandale national en France, divisant l'opinion publique, aura pour répercussion de détruire sa carrière et sa vie.

## Fiche technique
- Titre : Mourir d'aimer
- Réalisation : Josée Dayan
- Scénario : Philippe Besson
- Pays d'origine : France
- Date de diffusion : 24 novembre 2009

## Distribution
Sauf indication contraire, les informations mentionnées dans cette section peuvent être confirmées par la base de données cinématographiques IMDb,  présente dans la section « Liens externes ».
- Muriel Robin : Gabrielle Delorme
- Sandor Funtek : Lucas Malzieu
- Annie Grégorio : Marie Guilbert
- Jeanne Balibar : La mère de Lucas Malzieu
- Thibault de Montalembert : Le père de Lucas Malzieu
- Pauline Acquart : Alice Delorme
- Jean-Pierre Bouvier: Marc Delorme
- Kerian Mayan : Raphaël Delorme
- Hélène Vincent : La proviseur
- Lou Cuberte : Thomas
- Anne Le Nen : Mademoiselle Duschesne
- Jacques Spiesser : Le médecin
- Jeff Bigot : Un gendarme
- Jean-Pierre Bodin : Le juge
- Frans Boyer : Le serveur du café chic
- Robin Causse : Le surveillant de baignade
- Florence d'Azémar : L'assistante sociale
- Sophie Fougère : La gendarmette
- Patrick Hauthier : Le psychologue
- Thierry Jennaud : Le professeur
- Marc Legras : Le directeur de la pension
- Jean-Yves Lissonnet : Le client
- Régis Maynard : Le professeur de natation
- Jean-Olivier Mercier : Le premier serveur
- Jean Philippe Mesmain : Le deuxième serveur
- Serge Pierre-Gaudou : Le professeur de mathématiques
- Joël Pyrene : Le camionneur
- Alain Raymond : L'homme du tribunal
- Pierre Renverseau : Un gendarme
- Alexie Ribes : Samantha

## Production

### Genèse
Lors d'un repas avec Josée Dayan, Muriel Robin parle d'Annie Girardot qui la « fascinait tant lorsque j'avais 15 ou 16 ans. J'avais alors la même coupe de cheveux ». Dayan a acquis les droits de Mourir d'aimer, qui avait déjà été porté au cinéma par André Cayatte avec Annie Girardot dans le rôle principal. À la suite de cet achat, Dayan propose le rôle à Robin. Robin explique avoir accepté le rôle immédiatement car elle « [avait] envie d'un rôle de femme amoureuse. ».

### Distribution
Le choix du rôle de Lucas, « c’était (...) là que résidait la complexité du film » explique Dayan. Elle veut « trouver un comédien ayant l’âge du rôle, talentueux et capable de former avec Muriel un couple crédible ». Dayan procède par casting pour trouver l'acteur. Lorsqu'elle trouve Sándor Funtek, elle a pensé que ce « serait Lucas », expliquant qu'« il est beau, il possède la force et la détermination de la jeunesse nécessaires pour encaisser ce rôle de composition. De plus il dégage beaucoup de naturel et de charisme et, dès qu’il entre dans le cadre, quelque chose d’assez rare et indéfinissable se produit ».

### Tournage
Le tournage du téléfilm s'est déroulé à Angoulême. Les scènes du lycée ont été tournées au lycée Guez-de-Balzac durant les vacances scolaires. Philippe Besson et Josée Dayan ont choisi comme lieu de déroulement de l'action Angoulême pour plusieurs raisons. Selon Dayan, c'est « l'archétype, de la ville bourgeoise de province car elle ne permet aucune fuite ou dissimulation ». Pour Besson, natif de la région d'Angoulême, il s'agit d'une « une ville ancienne, bien entretenue, sans affichage publicitaire ».

## Réception

### Critiques
Pour Marion Festraëts du magazine L'Express, il s'agit d'une histoire « revue et très corrigée par Josée Dayan », expliquant que l'histoire authentique de « Gabrielle Russier, frêle trentenaire amoureuse d'un jeune homme de 17 ans qui en paraissait 25 » et que cela « se révèle incongrue » quand « Muriel Robin, quinqua costaude » interprète le rôle. Et regrette donc une « absence d'empathie pour ces personnages auxquels on ne croit jamais. ».
Pour Véronique Germond de Ouest-France, « la barre était placée haut », mais poursuit par le fait que « Dayan ne réussit pas à la franchir ». Germond explique que l'on « ne croit pas à cette liaison. Le film ne prend pas le temps de construire la passion. Ces deux-là s'aiment à en crever et on ne voit rien, on ne ressent rien », elle regrette que le scénario « en reste aux faits ». Finalement, elle explique que des « points sont gagnés ailleurs », tels que la découverte du comédien Sándor Funtek, « le jeu juste de Jeanne Balibar, d'Hélène Vincent ».

### Audience
Lors de sa diffusion sur France 2, le téléfilm a réuni 5,5 millions de téléspectateurs soit 20,2% de part d'audience, soit le deuxième score de la soirée.

## Autour du téléfilm
- Ce téléfilm est une adaptation de l'histoire vraie de Gabrielle Russier et de l'affaire ayant eu lieu en 1968-69.
- L'histoire avait déjà fait l'objet d'une adaptation cinématographique, Mourir d'aimer d'André Cayatte sorti en 1971 et avait attiré 4,5 millions de spectateurs.
- Ce téléfilm a été tourné près d'Angoulême, à l'Île de Ré et à Poitiers.
- Le 24 novembre 2009, à la suite du téléfilm, France 2 diffuse un débat intitulé « Profs/élèves : l'amour interdit », présenté par Christophe Hondelatte.